# Ъмсон
Ъмсон (на английски: Eumseong-gun) е един от деветте окръга на провинция Северен Чунчон в Южна Корея. Населението към 2001 г. е 87 954 жители. Заема територия от 521.05 km2, което прави гъстота на населението от 169 души/km2.
В Ъмсон е роден южнокорейският дипломат и генерален секретар на ООН от 2007 г., Бан Ки Мун. И Северно Корейската